# Syllogisme prosleptique
Un syllogisme prosleptique est une classe de syllogismes qui utilisent une proposition prosleptique comme l'une de ses prémisses. Le terme est apparu avec Théophraste d’Eresus, bien qu'Aristote l'ait brièvement mentionné par un nom différent dans ses Premiers Analytiques.

## Figures
Les syllogismes prosleptiques sont classés en trois figures :
- Première figure : « A est universellement fondé de tout ce qui est universellement fondé de G »
- Deuxième figure : « Tout ce qui est fondé universellement de G repose universellement de B »
- Troisième figure: « A est universellement fondé de tout ce qui est universellement fondé de B ».

Par conséquent, la troisième figure d'un syllogisme prosleptique se lirait « A est universellement affirmé de tout ce dont G est universellement affirmé ; G est universellement affirmé de B ; par conséquent, A est universellement affirmé de B » (« Tous G sont A ; tous B sont G ; par conséquent, tous B sont A »)